# Mirwais Sadik

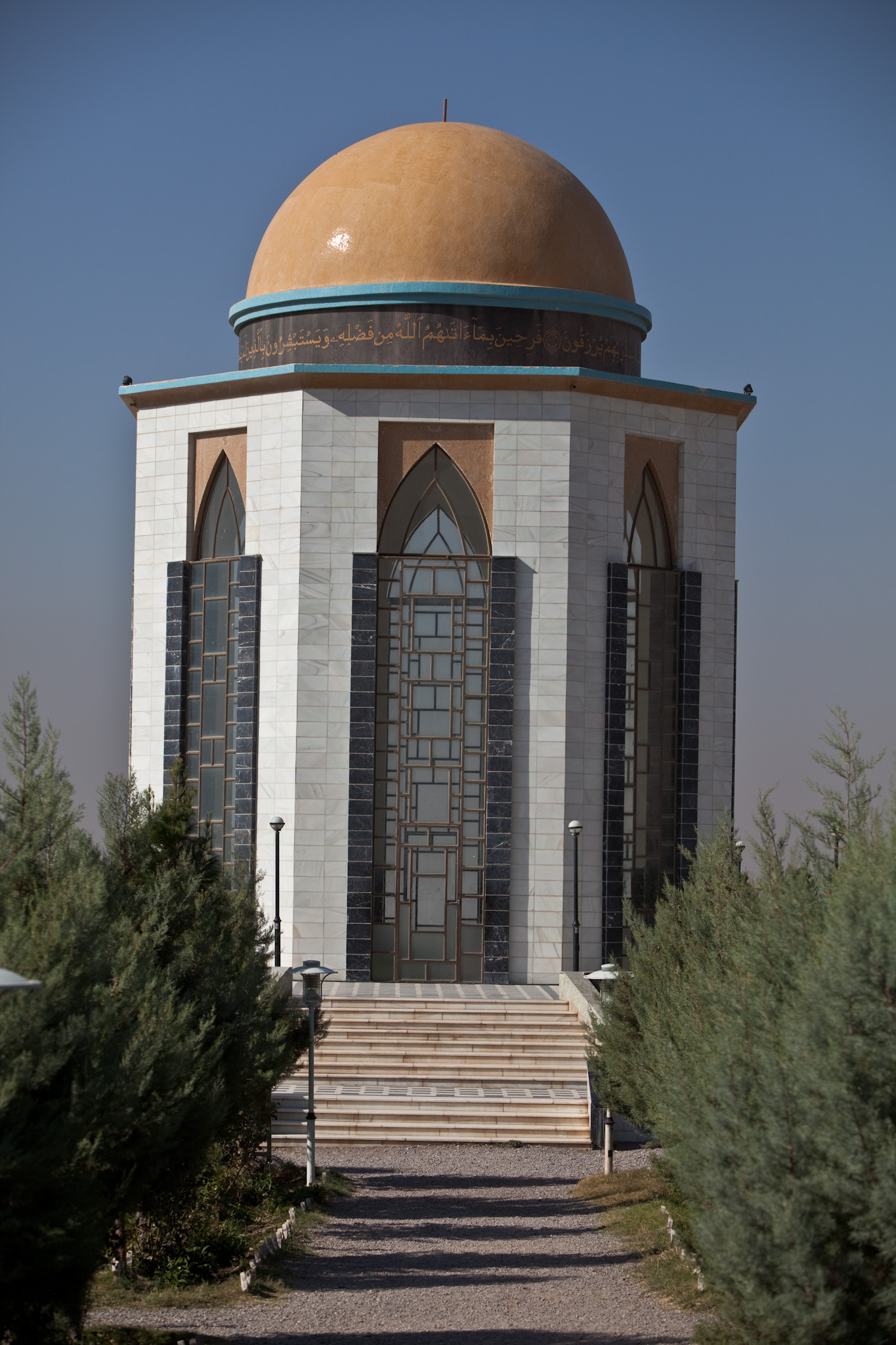
Mausoleum von Mirwais Sadiq in Herat, Afghanistan.

Mirwais Sadik, auch Sadeq, (persisch ميرويس صادق, DMG Mīrvais Ṣādiq; † 21. März 2004 in Herat) war ein afghanischer Politiker.
Sadik war der Sohn des ehemaligen Gouverneurs von Herat, Ismail Khan. Er war in der afghanischen Übergangsregierung Hamid Karsais Minister für Luftfahrt und Tourismus.
Sadik wurde bei einem Anschlag getötet. Bereits sein Amtsvorgänger als Minister für Luftverkehr und Tourismus, Abdul Rahman, war ermordet worden.